# Happy Days
「Happy Days」（ハッピー・デイズ）は、大塚愛の4枚目のシングル。2004年7月7日にavex traxよりリリースされた。DVD付きも同時発売。CDには、初回5万枚のみ本人描き下ろし限定特典絵本付き。

## 収録曲
（全作詞・作曲：愛／編曲：愛×Ikoman）

### CD
1. Happy Days (03:46)
森永製菓「ICE BOX」CMソング。日本テレビ系「第24回全国高等学校クイズ選手権」テーマソング。マイクではなく、ボイスフィルターをかけた拡声器を通して歌っている。
NHK衛星第2テレビの衛星アニメ劇場枠内で放送された『絶対少年』の登場人物、谷川希紗の着メロとして使用されている。
2. 星くず (03:48)
3. Happy Days (Instrumental) (03:46)
4. 星くず (Instrumental) (03:48)

### DVD
1. Happy Days (Music Clip)

## 収録アルバム
- 『LOVE JAM』（#1）
- 『愛 am BEST』（#1）
- 『a-box NEO』（DISC-4・#2）